# مازلهایم
مازلهایم (به آلمانی: Maselheim) یک شهر در آلمان است که در Biberach واقع شده‌است. مازلهایم ۴٬۵۶۸ نفر جمعیت دارد.